# Панасувка
Панасувка (пол. Panasówka) — село в Польщі, у гміні Терешполь Білґорайського повіту Люблінського воєводства.
Населення — 259 осіб (2011).
У 1975-1998 роках село належало до Замойського воєводства.

## Демографія
Демографічна структура станом на 31 березня 2011 року:
|          | Загалом | Допрацездатний вік | Працездатний вік | Постпрацездатний вік |
| -------- | ------- | ------------------ | ---------------- | -------------------- |
| Чоловіки | 141     | 23                 | 108              | 10                   |
| Жінки    | 118     | 20                 | 80               | 18                   |
| Разом    | 259     | 43                 | 188              | 28                   |